# Leybuchtsiel

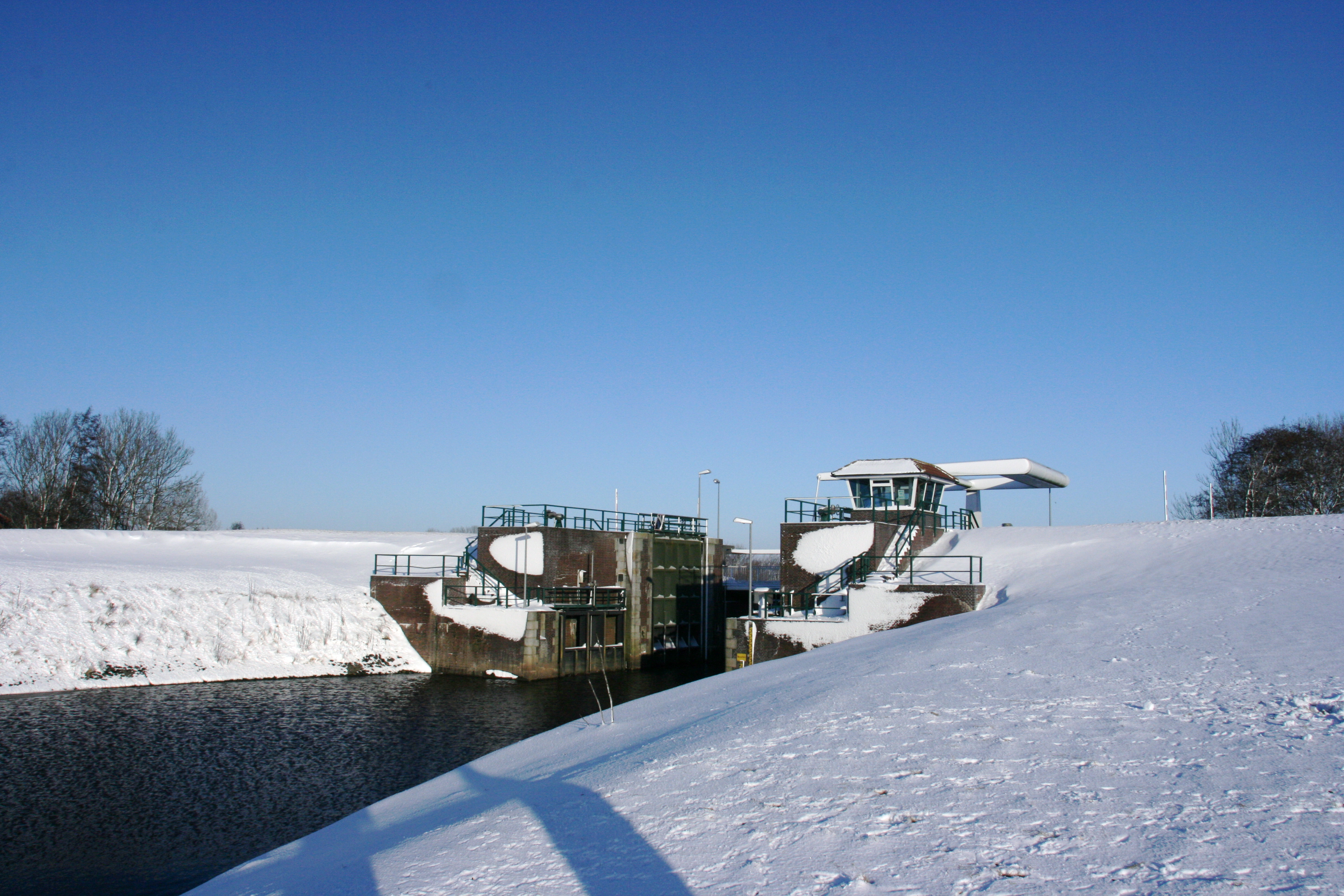
Leybuchtsiel im Winter 2009

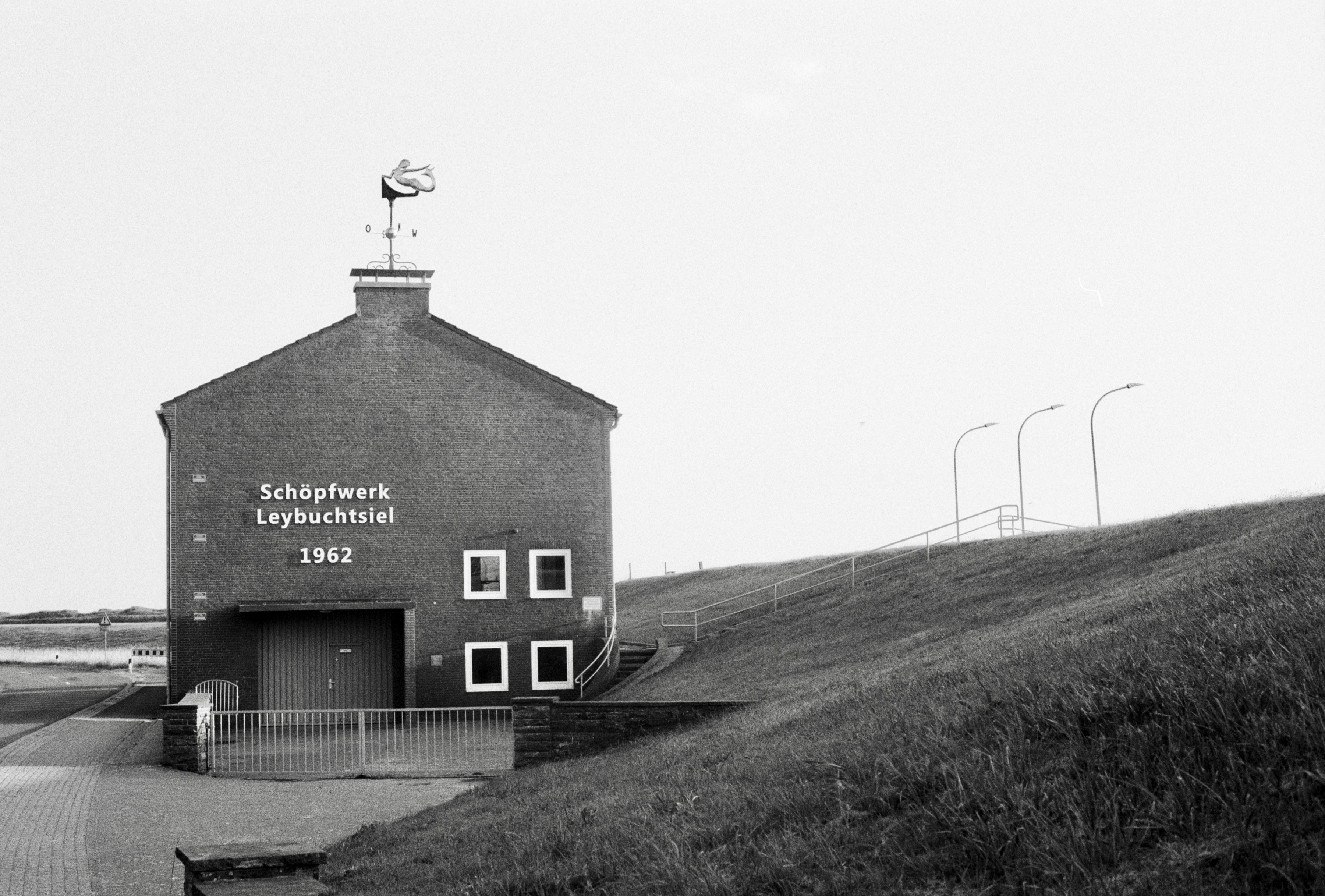
Schöpfwerk Leybuchtsiel

Das Leybuchtsiel ist ein 1929 fertiggestelltes Sielbauwerk in der Stadt Norden. Es wurde angelegt, um nach der Eindeichung des 646 Hektar großen Leypolders im Jahr 1929 das neu gewonnene Land entwässern zu können. Das Leybuchtsiel befindet sich auf dem Gebiet des seit 1934 besiedelten heutigen Norder Stadtteils Neuwesteel. Am Leybuchtsiel floss das Norder Tief in die Leybucht. Durch die Eindeichung des Leypolders verlor der Hafen der Stadt Norden seinen Zugang zum offenen Meer.
Durch die Anlegung des 1991 fertiggestellten Leysiels hat das Leybuchtsiel in seiner wasserbaulichen Bedeutung abgenommen. Seither wird das überschüssige Binnenwasser nicht mehr direkt in die Leybucht gesielt und durch Pumpen geschöpft. Vielmehr fließt das Wasser des Norder Tiefs durch den neu angelegten Störtebekerkanal über mehrere Kilometer nach Greetsiel und von dort zum Leysiel.
Das Leybuchtsiel besteht aus einem Schöpfwerk zum Hinauspumpen des Wassers aus dem Binnenland sowie einer Schleuse.